# Karl-Jean Longuet
Pour les articles homonymes, voir Longuet.
Karl-Jean Longuet-Marx né à Paris le 10 novembre 1904 et mort à Auray le 20 juillet 1981 est un sculpteur français.
Il est l'époux de la sculptrice Simone Boisecq (1922-2012).

## Biographie
Karl-Jean Longuet naît au sein d’une famille d’intellectuels socialistes étroitement mêlée à l’histoire sociale de leur temps. Il est l’arrière-petit-fils de Karl Marx. Son grand-père, Charles Longuet, journaliste, exilé à Londres après la Commune, a en effet épousé la fille aînée de Marx, Jenny. Son père, Jean Longuet, est avocat et homme politique proche de Jean Jaurès.
Karl-Jean Longuet commence ses études au lycée Lakanal à Sceaux. De santé fragile, il les poursuit seul à la campagne. Un moment caricaturiste de presse, il entre en 1927 à l’École des arts décoratifs dans l’atelier de Paul Niclausse, où il côtoie Étienne Hajdu puis fréquente de 1929 à 1932 l’atelier de Jean Boucher aux Beaux-Arts de Paris, recevant en 1932 une bourse de voyage pour l’Espagne. Il admire Auguste Rodin et Aristide Maillol qui, en 1937, partagera avec lui son modèle, Dina Vierny. Charles Despiau vient fréquemment à son atelier et suit avec intérêt son travail. À partir de 1932, Longuet expose au Salon d'automne et présente également ses œuvres aux Salon des Tuileries et au Salon des indépendants. Ses premières sculptures, bustes ou grandes figures, épurent les volumes et les formes du corps humain dans le sens du dépouillement. En 1935, il séjourne à Séville. En 1937, il réalise une fontaine monumentale pour l'Exposition internationale des arts et techniques de Paris. Léon Blum arrive à Saint-Léonard-de-Noblat, en 1937 pour inaugurer un monument dédié à Adrien Pressemane. Le buste est sculpté par Karl-Jean Longuet.
Exempté de service militaire en raison de sa mauvaise santé, engagé durant la Seconde Guerre mondiale dans la Résistance, menacé d'être arrêté, Karl-Jean Longuet quitte Paris en 1940 pour Nîmes puis, pour plus d'une année, à Marseille. Il y travaille pour le cinéma, notamment pour le décorateur Alexandre Trauner et Louis Jouvet. Rentré à Paris, l'état-major national clandestin des FFI se réunit fréquemment chez lui, rue Visconti, ou dans son atelier, avenue Denfert-Rochereau..
Après la Libération, il expose au Salon de la jeune sculpture, au Salon de mai, au Salon Comparaisons, au Salon des réalités nouvelles et au Salon d'automne). Il fait en 1946 la connaissance de Simone Boisecq. qui, venue d’Alger l’année précédente, travaille dans son atelier, et l’épouse en 1949. En 1948, il réalise le médaillon de Paul Langevin pour l’École de physique et de chimie de Paris et un Monument aux Résistants à la préfecture de police. Il présente en 1953 sa première exposition personnelle.
La rencontre de Brancusi en 1948 et ses recherches personnelles l’amènent à accentuer le dépouillement de ses sculptures, taillées dans la pierre, le granit ou le marbre, le bois, mais aussi réalisées en bronze, en plomb et en cuivre, qui le mène autour de 1954 au seuil de l'abstraction. Il expose à Paris en 1961 et participe à de nombreuses manifestations collectives en France et à l’étranger, aux Biennales de Turin, Middelheim-Anvers, Carrare, Sonsbeek-Arnhem, São Paulo (1965).
À partir de 1956, Karl-Jean Longuet collabore avec les architectes dans la création de nombreuses sculptures monumentales pour des collèges et lycées, notamment pour le lycée Honoré-de-Balzac à Paris en 1956, 1959 et 1964, l'école de filles à Saint-Denis en 1956, le groupe scolaire à Limoges en 1956-1959, l'école de Châtenay-Malabry en 1959, le collège technique du Mans en 1960, le groupe scolaire de Montreuil en 1963, le groupe scolaire d’Athis-Mons en 1964, le complexe universitaire de Toulouse en 1966-1968, le lycée de Massy-Vilgénis en 1971, l'école Jules-Verne de Vitry en 1972, l'université de Lille et le groupe Paul-Éluard de Vigneux en 1973, le lycée Henri-Wallon d’Aubervilliers en 1976.
Ses œuvres sont également présentes sur des places publiques et dans de grands ensembles : place du Mont-Mesly en 1960-1962 et centre commercial du Palais de Créteil en 1974, centre d’accueil de la Peñarroya de la tour Montparnasse en 1976, place à Montigny-le-Bretonneux et Hommage à Salvador Allende à Châtenay-Malabry en 1981.
On lui doit, en 1955, la sépulture définitive du poète Yvan Goll au cimetière du Père-Lachaise à Paris, en particulier le bas-relief en bronze d'après Marc Chagall représentant Claire et Yvan Goll, fondue par Emmanuel Auricoste, déposée au musée Pierre-Noël de Saint-Dié-des-Vosges en 1972,.
Karl-Jean Longuet a réalisé pour la Monnaie de Paris plusieurs sculptures et médailles (Fernand Léger, Paul Éluard, Bernard Shaw, Anna de Noailles, Karl Marx, Engels, Schœlcher).
Des expositions rétrospectives de son œuvre sont organisées à Châtenay-Malabry et Metz en 1983, Meudon, Ris Orangis et Trèves en 1984, Rouen et Thionville en 1987. Sous le titre Karl-Jean Longuet et Simone Boisecq, de la sculpture à la cité rêvée une exposition est présentée en 2011 aux musées d'Agen, de Colmar, de Limoges, de Poitiers et de Reims.

## Réception critique
« La sculpture de Longuet se présente comme une masse de pierre progressant vers la lumière d'une base aux rythmes assez complexes et vers un sommet plus léger, plus aéré, plus simplifié. La grande rigueur de cette sculpture ne s'accompagne d'aucune de ces sécheresses auxquelles il est facile de succomber. L'artiste a réussi à allier le lyrisme d'un poème à l'intransigeance d'une équation mathématique. À l'aide d'évidements, un éclairage pénètre jusque dans l'ossature de l'œuvre qui se dresse de plus en plus dépouillée jusqu'à l'unité finale, comme une sorte de chapiteau baigné de tous côtés par la lumière. »

— Pierre Lemonnier, in: Architecture française, nos 213-214, Paris, 1960.

« C'est par leur silence que peut-être les œuvres de Karl-Jean Longuet se caractérisent surtout. Sculptures ou bas-reliefs sans titres, ses sculptures se présentent comme un ensemble de formes denses très architecturées aux rythmes mystérieux d'où se dégagent équilibre et harmonie. Ces formes trouvent leur réalité à travers un dialogue interne mais aussi grâce à la lumière, qui selon le matériau ou les plans formels, leur donne un relief différent. »

— Aube Lardera, in « Karl-Jean Longuet », dans Ionel Jianou, Gérard Xuriguera, Aube Lardera, La Sculpture moderne en France, Paris, Arted Éditions d'Art, 1982.

« Faut-il écrire que ses sculptures s'intègrent bien à l'architecture ? Elles l'accompagnent plutôt. Elles possèdent par elles-mêmes une architecture propre, qui répond à celle des constructions qu'elles voisinent. Karl-Jean Longuet aimait cette contrainte de la proximité d'une œuvre architecturale, cela l'obligeait à une rigueur plus grande encore, à une coordination plus précise des lignes, des forces et des axes. Retrouvant la grande tradition des sculpteurs des siècles passés, il travaillait sur les chantiers, comme un artisan. […] Il laisse une œuvre importante qui résume l'évolution de la sculpture de ce siècle dans ce qu'elle a de plus fort et de plus durable. Sa passion fut toujours accompagnée d'intelligence et de mesure et si, aujourd'hui, les plus grands musées possèdent nombre de ses œuvres, c'est qu'il restera un artiste marquant pour les temps à venir. »

— Francis Villadier, in Karl-Jean Longuet, préface de Francis Villadier, textes de Jean-Jacques Lerrant, René Deroudille, Pierre Lemonnier, K. T. Maugis et Denys Chevalier, Musée d'art et d'histoire de Meudon, 1984.

## Œuvres dans les collections publiques
- Agen, Musée des Beaux-Arts d'Agen : Esquisse pour le mur extérieur de l'amphithéâtre du complexe universitaire agricole Toulouse Auzeville, plâtre patiné, 45,5 × 62,5 × 4,3 cm, n° inventaire 2010.3.2.
- Boulogne-Billancourt, Musée Paul Belmondo : Buste de Victor Schoelcher, vers 1940, pierre.
- Brest, musée des Beaux-Arts : Le Phare, 1977, pierre.
- Colmar, musée Unterlinden[10] :
  - Buste de Simone Boisecq, 1947, plâtre ;
  - Grand couple, 1952, plâtre patiné, 167 × 44 × 41 cm, n° inventaire 2010.10.3 ;
  - Narcisse, 1952, plâtre patiné ;
  - Jeune homme endormi, 1952-1954, plâtre patiné ;
  - Opéra de Pékin, 1954, résine noire ;
  - Balzac, 1957, pierre ;
  - La grande vasque, 1964, plâtre patiné noir ;
  - La Porte de la nuit, 1981, plâtre, 280 × 140 × 100 cm, n° inventaire 2010.10.7.
- Dijon, musée des Beaux-Arts[11] :
  - Buste de Simone Boisecq, 1946, plâtre, 42 × 37,5 × 25 cm, inv. 2021-7-35 ; ;
  - Femme accroupie, 1949, plâtre, 40 × 49 × 38 cm, inv. 2021-7-29 ;
  - Trois danseuses, 1950, plâtre, 24 × 19 × 14,5 cm, inv. 2021-7-36 ;
  - Grand Couple, 1952, plâtre, 164 × 44 × 40 cm, inv. 2021-7-22 ;
  - Opéra de Pékin, 1954, résine, 102 × 97 × 25,8 cm, inv. 2021-7-26 ;
  - La Musique, 1958, résine, 108,4 × 89 × 14 cm, inv. 2021-7-27 ;
  - Forêt, 1960, fonte, 20,3 × 49,5 × 4,8 cm, inv. 2021-7-28 ;
  - Grand Bois, 1958, chêne, 227 × 39 × 43,1 cm, inv. 2021-7-20 ;
  - L’Arbre aux enfants, 1958, plâtre, 98 × 38 × 38 cm, inv. 2021-7-30 ;
  - Oiseau, vers 1960, terre crue, 27 × 16,4 × 13,4 cm, inv. 2021-7-37 ;
  - Tour de Créteil, 1962, plâtre, 102,5 × 19 × 15,5 cm, inv. 2021-7-24 ;
  - Bas-relief (Toulouse), 1966, plâtre, 219 × 97 × 12 cm, inv. 2021-7-25 ;
  - Projet de fontaine, 1968, terre crue, 23 × 12 × 15 cm, inv. 2021-7-33 ;
  - Trois pierres, 1970, pierre, 107,5 × 25 × 19 cm,72 × 35 × 19 cm et 86,5 × 27 × 22,5 cm, inv. 2021-7-21 ;
  - Projet architectural, 1970, plâtre, 20,5 × 14,5 × 12 cm, inv. 2021-7-32 ;
  - Bas-relief (Lille), plâtre, 1972, 156,5 × 97 × 25,5 cm, inv. 2021-7-25 ;
  - Soleil, 1976, marbre, 55,5 × 45 × 28 cm, inv. 2021-7-34 ;
  - L'Envol, bronze, 1981 (d'après le plâtre de 1975), 86 × 191,5 × 46 cm, inv. 2007-1-1 ;
  - La Porte de la nuit, 1981, terre crue, 27,5 × 14,5 × 12 cm, inv. 2021-7-34 ;
  - La Porte de la nuit, 1981, plâtre, 28 × 14 × 19,5 cm, inv. 2021-7-38 .
- Dunkerque, Lieu d'Art et Action contemporaine : 
  - Femme assise, 1949, terre cuite ;
  - L’Arbre de la science, 1976, plâtre ;
  - L’Arbre de la science, 1976, grand plâtre ;
  - L’Arbre de la science, 1976, pierre ;
  - L’Arbre de la science, 1976, aluminium ;
  - L’Arbre de la science, 1976, deux dessins, crayon et encre.
- Limoges, musée de l'Évêché : Femme assise, 1949, terre cuite.
- Metz, musée de la Cour d'Or : Orphée, 1956, plomb, 157 × 58 × 68 cm, n° inventaire 82?25.1.
- Meudon, musée d'Art et d'Histoire : 
  - Architecture, 1965, pierre ;
  - Soleil noir, granit, 1968-1969, 140 × 60 × 50 cm, n° inventaire 1992.2.1 (dépôt).
- Nancy, musée des Beaux-Arts : L’Homme, 1954, plomb.
- Paris :
  - collections du Centre national des arts plastiques[12] :
    - Baigneuse, entre 1935 et 1937, pierre, 160 x 45 × 42 cm, n° inventaire 3989, en dépôt depuis 1937 à la Mairie de Lille ;
    - Baigneuse, entre 1935 et 1937, plâtre, 160 x 45 × 42 cm, n° inventaire 3991
    - République, avant 1940, buste pierre, 80 x 43,5 × 30 cm, n° inventaire 6148, en dépôt depuis 1947 à la Mairie de Cambrai ;
    - Femme assise, 1942, Pierre de Lavoux, 135 x 52 × 75 cm, n° inventaire 6402, en dépôt depuis 1948 à la Mairie de Manosque, place des marchands[13] ;
    - Monument à Philippe Lebon, entre 1944 et 1946, pierre, n° inventaire 6775, en dépôt depuis 1946 à la mairie de Chaumont, square Lebon[14] ;
    - Victor Schoelcher, buste pierre de Stockholm, 1948, 66 x 36 × 32,4 cm, n° inventaire 7069, en dépôt depuis 2017 au Musée franco-américain du château de Blérancourt ;
    - Figure décorative, 1953, plomb, n° inventaire 7600, en dépôt depuis 1953 à la Mairie de Sceaux :
    - Le Couple, 1955-1956, granit, n° inventaire 8033, en dépôt depuis 1965 à l'ambassade de France à Bangui.

  - bibliothèque de l'Institut national d'histoire de l'art : fonds de documents et de lithographies (états et tirages d'épreuves) relatifs à l'édition de l'ouvrage de Charles Baudelaire Le Spleen de Paris : petits poèmes en prose, illustré par Karl-Jean Longuet et paru à l’Imprimerie nationale en 1979.
  - Maison de Balzac : Balzac, 1958, bronze.
  - musée d'Art moderne de Paris[15] : 
    - Jeune fille à la pomme, 1931, bronze, 156 × 39 × 42 cm, n° inventaire AMS 255 ;
    - Portrait de Simone Boisecq, 1946  ou vers 1955, bronze, 45 × 21,5 × 28 cm, n° inventaire AMS 204 ;
    - Femme, 1949, granit.
    - Maternité, vers 1953, pierre, 47,5 × 34,4 × 31,5 cm, n° inventaire AMS 202 ;
    - Soleil, vers 1960, pierre blanche, 31 × 44,1 × 20,5 cm, n° inventaire AMS 518 ;
    - Sans titre, vers 1963, plomb martelé et soudé, 105 × 30,5 × 18,5 cm, n° inventaire AMS 291 ;
    - Sans titre', 1964, pierre d'Anstrude, 73 × 26 × 22,5 cm, n° inventaire AMS 290.

  - musée national d'Art moderne[16] :
    - Le Couple ou Le Baiser, 1934, granit rose, 76 × 27 × 26 cm, n° inventaire AM 2022-359 ;
    - Femme accroupie, 1949, granit noir, 40 × 35 × 48 cm, n° inventaire AM 901.S ;
    - Couple, 1949, plâtre original teinté, 84 × 21 × 19 cm, n° inventaire AM 2022-360 ;
    - Buste de Karl Marx, 1950, plâtre original patiné sur pierre taillée, 59 × 40 × 39 cm, n° inventaire AM 2022-362  ;
    - Couple, 1952, bronze, 24 × 31,5 × 19,5 cm, n° inventaire AM 2022-361 ;
    - Balzac, 1958, plâtre original, 108 × 43 × 40 cm, n° inventaire AM 2022-363  ;
    - La Tour, 1959, bronze, 96 × 30,5 × 30 cm, n° inventaire AM 2018-7 ;
    - La Forêt, 1960, marbre, 74 × 22 × 10 cm, n° inventaire AM 2022-364  ;
    - Bois, 1960, 147 × 43 × 34 cm, n° inventaire AM 2022-365 ;
- Poitiers, musée Sainte-Croix : 
  - L'Arbre aux enfants, 1958, plâtre, 300 x 100 × 100 cm, n° inventaire 987.9.1 ;
  - La Forêt, 1961, bronze, 50 × 50 × 5 cm.
- Reims, musée des Beaux-Arts[17] : 
  - Karl Marx, vers 1930, plâtre, 32 × 36 × 39,5 cm, n° inventaire 2012.5.2 ;
  - Africaine, 1931, plâtre patiné, 61 × 38 × 25,5 cm, n° inventaire 2012.5.3 ;
  - Tête pour le paquebot "Normandie", 1934, plâtre, 33,8 × 17,5 × 26,5 cm, n° inventaire 2012.5.4 ;
  - Dina, 1937, plâtre patiné, 22,8 × 23,5 × 23, n° inventaire 2012.5.1 ;
  - Œdipe conduit par Antigone, 1944, plâtre teinté sur armature de bois, 110 × 111 × 19 cm, n° inventaire 2012.5.5 ;
  - Tête de la Libération, 1944, plâtre, 33,5 × 28,5 × 32,5 cm, n° inventaire 2012.5.6 ;
  - Femme au bras levé, 1948, pierre reconstituée ou moulée, 67 × 25 × 31 cm, n° inventaire 2012.5.7 ;
  - Femme accroupie, 1949, terre cuite teintée, 37,5 × 35,3 × 46,5 cm, n° inventaire 2004.3.1 ;
  - Le Couple, 1953, bronze, 164,7 × 44,5 × 39 cm, n° inventaire 2008.3.1 ;
  - La Forêt, 1958, fonte de fer, 50,6 × 50,2 × 5,3 cm, n° inventaire 2012.5.8 ;
  - Hommage à la musique, 1958, plâtre teinté sur armature de bois, 106 × 87 × 14 cm, n° inventaire 2012.5.9 ;
  - Soleil noir, incertain 1968-1969 ou 1971, granit, 125 × 44 × 50 cm, n° inventaire 2012.4.1 ;
  - Projet pour une allège de la Faculté de Lille, vers 1970, plâtre, 51,4 × 149 × 10,5 cm, n° inventaire 2012.5.11 ;
  - Architecture Créteil, incertain 1974, plâtre, 100,5 × 19 × 17,4 cm, n° inventaire 2012.5.10.
- Valence, musée d'Art et d'Archéologie : Fontaine, 1957, bronze, 105 × 57 × 48 cm n° inventaire D 2013.4.1[18].

## Sculptures monumentales
- 1934 : quatre bas-reliefs pour les pilles du Pont de Champigny, petit bras du viaduc, architecte Pillet.
- 1936-1938 : Travaux des Hommes et Travaux des Femmes, bas-reliefs pour les écoles élémentaires Robespierre et Voltaire à Montreuil.
- 1937 : fontaine monumentale, Exposition internationale des arts et techniques dans la vie moderne, Paris.

Monument à Adrien Pressemane, buste en bronze et portique en pierre, Saint-Léonard-de-Noblat.
- 1939 : Légende de Raymond Lulle et Les Alchimistes, bas-reliefs pour la nouvelle faculté de médecine de Paris, rue des Saints-Pères, architecte Louis Madeline.

Stèle à Tomáš Masaryk, Deauville.
- 1942 : Femme assise, 1942, sculpture ronde-bosse, pierre de Lavoux, 135 x 52 x 75 cm, place des marchands, Manosque.
- 1948 : Médaillon à l'effigie de Paul Langevin, École supérieure de physique et de chimie industrielles de la ville de Paris.
- 1949 : Le Résistant (Le Gisant), monuments aux résistants, Préfecture de Police de Paris, 120 × 288 × 132 cm.
- 1952 : Fontaine, plomb, Châtenay-Malabry, architecte Pierre Sirvin
- 1954 : bas-relief pour le groupe scolaire de Bernières-sur-Mer, école de filles, architecte Georges Trouillot.
- 1956 : Fontaine, plomb, 1,54 m de hauteur, groupe scolaire des Blagis, Sceaux, architecte Paul Herbé.
- 1956-1959-1964 : Balzac, pierre, hauteur 3,30 m, et mur sculpté de 26 mètres, bas-reliefs, Lycée Honoré de Balzac, Paris, architecte Jean-Pierre Paquet (1 % artistique).
- 1958 : bas-relief pour le collège d'Ussel, architecte René Blanchot.

Fontaine, plomb, groupe scolaire Tomáš Masaryk, Châtenay-Malabry, architecte Pierre Sirvin.
L'Arbre aux enfants, pierre, hauteur 2,80 m, groupe scolaire des Bénédictins, Limoges-Bénédictins, architecte René Blanchot.
- 1960 : sculpture, pierre, collège technique du Mans, architecte Pierre Vago.
- 1961 : La Tour, pierre, lycée Gay-Lussac, Limoges.
- 1963 : Signal, plomb, hauteur 3 m, groupe scolaire de Nanteuil, Montreuil, architecte Pierre Audra (1 % artistique).
- 1964 : Monument à Léon Betoulle, Limoges, architecte René Blanchot.

Sculpture, pierre, école nationale de mariniers, Saint-Mammès, architecte Fildier.
Sculpture, pierre, hauteur 3 m, groupe scolaire, Athis-Mons, architecte René Blanchot.
- 1965 : ensemble sculpté, pierre, grand ensemble à Rosny-sous-Bois, architecte Jean de Mailly.
- 1966 : sculpture, pierre, collège du Val de l'Aurence, Limoges, architecte René Blanchot.

Bas-reliefs, pierre, 5 m2.50 pour une cité de Montreuil, architecte Maurice Novarina.
- 1967 : mur, 12 m2, centre commercial du Palais, Mont-Mesly, Créteil, architecte Charles-Gustave Stoskopf.
- 1968 : mur extérieur, briques, 500 m2, complexe universitaire agricole Toulouse Auzeville, architecte André Remondet (1966-1968).

Deux fontaines, Mont-Mesly, Créteil, architecte Charles-Gustave Stoskopf.
Signal, cuivre, hauteur 5 m, collège d'enseignement secondaire mixte Saint-Symphorien, Quartier Saint-Symphorien de Tours [renommé CES Pierre-de-Ronsard], architecte Jean Aubert (1 % artistique).
Signal, métal repoussé, hauteur 5 m, Lycée Gustave-Eiffel de Tours (inauguration de la restauration en novembre 2023).
Signal, plomb, ville de Dreux.
- 1969 : sculpture, pierre; hauteur 3,30 m, cour d'honneur du lycée Guy-Lussac, Limoges, architecte René Blanchot
- 1970 : L'arbre de la science, collège Pierre-et-Marie Curie, quartier des Chamards, Dreux, architecte Jean-Paul Chauliat.

Bas-relief, face au centre commercial de Créteil, boulevard Kennedy, architecte Charles-Gustave Stoskopf
Fontaine pour un bassin, pierre, 5,40 x 3,80 × 3,40 m, Argenteuil, architecte Richard Dubrulle.
- 1971 : La Tour, pierre, hauteur 6 m, lycée du parc de Vilgénis, Massy, architecte René Blanchot.
- 1972 : La Fleur, pierre, hauteur 3,50 m, école Jules Verne, Vitry-sur-Seine, architecte Mario Cappa (1 % artistique)[19].
- 1973 : L'Arbre de la liberté, polyester, hauteur 6 m, collège Paul Éluard, Vigneux-sur-Seine, architecte René Blanchot (disparue au début des années 1980).

Parement de façade, béton, 7 × 2 m, Université de Lille, faculté de Droit et de Lettres, Villeneuve-d'Ascq, architecte Pierre Vago (1 % artistique).
Sculpture, pierre, hauteur 3 m, collège de Fameck, architecte Zonca.
- 1974 : deux sculptures, pierre, hauteur 3 m, collège de Legé, architecte Jean-Paul Chauliat.

Signal, laiton, lycée Napoléon, L'Aigle, architecte Paul Vimond (1 % artistique).
Dix piliers sculptés, centre commercial du Palais, Créteil, architecte Samuel Goldenberg.
- 1975 : sculpture, pierre, hauteur 3 m, collège de Woippy, architecte Zonca.
- 1976 : sculpture, cuivre, hauteur 5 m, lycée Henri Wallon, Aubervilliers, architecte André Remondet.
- 1977 : deux bas-relief, plomb, 8 m2, hall d'accueil de la Société minière et métallurgique de Peñarroya, 49è étage de la Tour Montparnasse, Paris.
- 1979 :  Signal, cuivre, hauteur 5 m, centre commercial, Martigues-nord, architectes Vibert, Stroebel, Salles et Noack.
- 1981 : Signal, cuivre, hauteur 5,5 mètres, quartier des Prés, Montigny-le-Bretonneux, architecte Maurice Novarina.

Hommage à Salvador Allende (maquette); 1984, bronze, 284,5 x 100 × 79 cm, Parc Léonard-de-Vinci, Châtenay-Malabry.

## Éditions par laMonnaie de Paris
- Médaille George Bernard Shaw, 1966, bronze, diamètre 12,4 cm.
- Labyrinthe, 1974, bronze, 12,6 × 14,1 cm.
- Bas-relief, 1976, bronze, 33 × 10 cm.
- Plaque bas-relief biface, 1976, bronze, 17 × 13 cm.
- Plaque bas-relief biface, 1978, bronze, 17 × 13 cm.
- L'Arbre en flammes, 1980; bronze, hauteur 24,5 cm[21]
- Médaille Hein Schütz, bronze, diamètre 7 cm.
- Médaille Fernand Léger.
- Médaille Friedrich Engels
- Médaille Anna de Noailles""

## Illustrations
- Jean Guichard-Meili,  La Vue offerte (Mondrian, Klee, Miró, Zack, Estève, Beaudin, Szenes, Bazaine, Elvire Jan, Vieira da Silva, Adam, Longuet, Lobo, Manessier, Singier, Le Moal, Paul Kallos, Cherkaoui), Paris, La Pierre-qui-Vire, Zodiaque, 1972.
- Charles Baudelaire, Le Spleen de Paris, Petits poèmes en prose, lithographies de Karl-Jean Longuet, Paris, Imprimerie nationale, 1980[22].

## Publications
- Friedrich Teja Bach, Constantin Brancusi : Metamorphosen Plastischer Form, entretien avec Karl-Jean Longuet, Cologne, 1987.

### Archives
- Fonds Karl Longuet-Marx et Simone Boisecq (1926-2020) [archives écrites et photographiques ; 42 boites].  Cote : LONBOI 1 - 42. Paris : Bibliothèque Kandinsky, Centre Pompidou (présentation en ligne).

#### Monographies
- « Karl-Jean Longuet », Les Cahiers d'art – Documents, no 139, Genève, Éditions Pierre Cailler, 1960.
- Anne Longuet Marx, Le Soleil et l'envol, à la rencontre de Simone Boisecq et Karl-Jean Longuet, sculpteurs, Paris, L'atelier contemporain, 2022.  (ISBN 9782850350559) -

#### Catalogues d'expositions
- Jean Guichard-Meili, Karl-Jean Longuet, 36e Salon des Réalités Nouvelles, Paris, 1982.
- Jean Guichard-Meili, Karl-Jean Longuet, musée de Metz, Éditions des musées de Metz, 1983.
- Karl-Jean Longuet, préface de Francis Villadier, textes de Jean-Jacques Lerrant, René Deroudille, Pierre Lemonnier, K. T. Maugis et Denys Chevalier, Musée d'art et d'histoire de Meudon, 1984
- Karl-Jean Longuet, Centre culturel Jacques Brel de Thionville, 1987.
- Anne Longuet Marx, Karl Jean Longuet, dans Lumière, Couleurs, Formes (Roger Bissière, Jean Bazaine, André Beaudin, Jean Bertholle, Simone Boisecq, Maurice Estève, Étienne-Martin, Eudaldo, André Fougeron, Léon Gischia, Elvire Jan, Charles Lapicque, Lucien Lautrec, Jean Le Moal, Karl Jean Longuet, Alfred Manessier, Juana Muller, Alicia Penalba, Édouard Pignon, Mario Prassinos, Gabriel Robin, Hans Seiler, Gustave Singier, François Stahly, Árpád Szenes, Pierre Tal Coat, Raoul Ubac, Maria Elena Vieira da Silva, Jacques Villon), Hôtel de Ville d'Aulnay-sous-Bois, novembre 2008, p. 28.
- Karl-Jean Longuet et Simone Boisecq, de la sculpture à la cité rêvée, Musée des Beaux-Arts d'Agen; Musée Unterlinden de Colmar; Musée des Beaux-Arts de Limoges; Musée Sainte-Croix de Poitiers; Musée des Beaux-Arts de Reims - Lyon, Fage éditions, 2011, 216 pages  (ISBN 978 2 84975 218 0).
- La Collection d'art moderne, musée de la Cour d'Or – Metz Métropole, Silvana Editoriale, 2014, 204 pages  (ISBN 9788836628070).
- Chefs-d’œuvre du musée des Beaux-Arts de Reims, Lienart, 2017 (p. 238-239).
- Simone Boisecq et Karl-Jean Longuet, une sculpture vivante entre Bretagne et Saint-Germain-des-Prés, Archives et Patrimoine, Auray, 2021.
- Au cœur des abstractions, Marie Raymond et ses amis, Musée de Tessé, Le Mans, Arteos, 2021
- Donation Boisecq Longuet au musée des Beaux-Arts de Dijon, préface de François Rebsamen, textes de  Anne Longuet Marx, Agnès Werly, Blandine Chavanne, Thierry Dufrêne et Sabrina Dubbeld, Silvana Editoriale/musée des Beaux-Arts de Dijon, 2022, 112 p.

#### Articles de presse
- Georges Boudaille, « La sculpture actuelle au carrefour », dans Cimaise, no 52, Paris, 1961, p. 89.
- Gérald Gassiot-Talabot, « Karl-Jean Longuet », dans Cimaise, no 68, Paris, 1964, p. 48-58.
- « Karl-Jean Longuet », dans Le Club Français de la médaille, no 15, Paris, 1967, p. 48.
- Anne Longuet Marx, « Les sculpteurs Karl-Jean Longuet et Simone Boisecq : nouvelles acquisitions », dans La Revue des Musées de France, revue du Louvre, Paris, no 5, décembre 2009, p. 77-86
- Anne Longuet Marx, « Le Balzac de Karl-Jean Longuet au Musée Honoré-de-Balzac » et Yves Gagneux, « Le Balzac de Karl-Jean Longuet à la Maison de Balzac », Revue Sculptures, no 4, Publications de l'Université de Rouen et du Havre 2017 (p. 123 et 125).
- Marion Pacot, « Simone Boisecq et Karl-Jean Longuet, un couple de sculpteurs modernes », dans Revue Péristyles, Cahiers des Beaux-Arts de Nancy, juin 2019.

#### Ouvrages généraux
- Michel Seuphor, La Sculpture de ce siècle, Éditions Griffon, Neuchâtel, 1959.
- P. M. Leroy, Adam Saulnier, L'Art présent dans la cité, Société centrale immobilière de la Caisse des dépôts, Paris, 1969, p. 108
- Dictionnaire de l'art contemporain, Paris, Larousse, 1965.
- Michel Ragon et Michel Seuphor, Karl-Jean Longuet, dans L'art abstrait, 4, 1945-1979, Paris, Maeght éditeur, 1974.
- Aube Lardera, « Karl-Jean Longuet », dans Ionel Jianou, Gérard Xuriguera, Aube Lardera, La Sculpture moderne en France, Paris, Arted Éditions d'Art, 1982
- Claude Louis-Combet, Karl-Jean Longuet, dans Des Artistes, Septentrion Presses universitaires, Villeneuve d’Ascq, 2010, p. 103-104.

### Filmographie
- Karl-Jean Longuet, sculpteur, par Denis Lévy, 1983 (13 minutes).